# Jahangirpur
Jahangirpur là một thị xã và là một nagar panchayat của quận Gautam Buddha Nagar thuộc bang Uttar Pradesh, Ấn Độ.

## Địa lý
Jahangirpur có vị trí 28°11′B 77°43′Đ / 28,18°B 77,72°Đ Nó có độ cao trung bình là 196 mét (643 feet).

## Nhân khẩu
Theo điều tra dân số năm 2001 của Ấn Độ, Jahangirpur có dân số 9522 người. Phái nam chiếm 53% tổng số dân và phái nữ chiếm 47%. Jahangirpur có tỷ lệ 47% biết đọc biết viết, thấp hơn tỷ lệ trung bình toàn quốc là 59,5%: tỷ lệ cho phái nam là 58%, và tỷ lệ cho phái nữ là 36%. Tại Jahangirpur, 18% dân số nhỏ hơn 6 tuổi.